# Елизавета Пфальцская
Елизавета Пфальцская (нем. Elisabeth von der Pfalz; 30 июня 1540, Биркенфельд — 8 февраля 1594, Винер-Нойштадт) — вторая супруга герцога Иоганна Фридриха II Саксонского.

## Биография
Елизавета — третий ребёнок в семье будущего курфюрста Фридриха III Пфальцского и Марии Бранденбург-Кульмбахской. 12 июня 1558 года в Веймаре Елизавета вышла замуж за герцога Иоганна Фридриха II Саксонского, старшего сына саксонского курфюрста Иоганна Фридриха Великодушного.
Елизавета поселилась с мужем в крепости Гримменштейн в Готе. После осады и последующего захвата города и крепости в результате Грумбахской ссоры курфюрстом Августом Саксонским 13 апреля 1567 года герцог Иоганн Фридрих Средний оказался в плену у императора и был доставлен в июне 1567 года через Дрезден в Винер-Нойштадт. Герцогиня Елизавета поначалу выехала в Эйзенах, затем переехала в Веймар к сестре Доротее Сусанне, состоявшей в браке с братом мужа герцогом Иоганном Вильгельмом Саксен-Веймарским. В конце 1568 года Елизавета вернулась в Эйзенах и проживала в замке Вартбург и затем во дворце в Айзенберге.
Елизавета написала множество писем с просьбами об освобождении мужа императору Максимилиану II, императрице Марии и курфюрстине Анне Датской. С помощью отца и братьев на Шпейерском рейхстаге в 1570 году император восстановил сыновей Елизаветы в правах на наследство имперского князя. До Эрфуртского раздела от 6 ноября 1572 года герцог Иоганн Вильгельм Саксен-Веймарский выполнял обязанности опекуна сыновей Елизаветы, затем опекунами были Иоганн Георг Бранденбургский (с 1578 года — маркграф Георг Фридрих Бранденбург-Ансбахский), курфюрст Фридрих Пфальцский и курфюрст Август Саксонский.
Летом 1572 года Елизавета прибыла к своему мужу, содержавшемуся в плену в крепости Винер-Нойштадт. Оттуда дважды ездила в Кобург. 5 августа 1572 года в Эйзенберге умер её сын Фридрих Генрих. Два младших сына Иоганн Казимир и Иоганн Эрнст были перевезены 5 декабря 1572 года во дворец Эренбург в Кобурге, где они воспитывались под надзором графа Барбиского, доверенного лица курфюрста Августа.
В июне-июле 1578 года Елизавета Пфальцская выехала в Прагу, где безуспешно пыталась попасть на приём к вдовствующей императрице Марии, затем встретилась со своей младшей сестрой Доротеей Сусанной в Кобурге. В 1583 году Елизавета побывала в Веймаре, где присутствовала на свадьбе Фридриха Вильгельма Саксен-Веймарского с Софией Вюртембергской. Она надеялась обратиться с просьбой к курфюрсту Августу, но тот отказал в приёме.
Елизавета Пфальцская была похоронена в церкви Святого Маврикия в Кобурге.

## Потомки
В браке с Иоганном Фридрихом II Саксонским родились:
- Иоганн Фридрих (1559—1560)
- Фридрих Генрих (1563—1572)
- Иоганн Казимир (1564—1633), герцог Саксен-Кобурга, женат на Анне Саксонской, затем на Маргарите Брауншвейг-Люнебургской
- Иоганн Эрнст (1566—1638), герцог Саксен-Эйзенахский, женат на Элизабет фон Мансфельд, затем на Кристине Гессен-Кассельской.